# Sonate K. 25
Pour les articles homonymes, voir K25.
Pour un article plus général, voir Essercizi per gravicembalo.
La sonate K. 25 (F.541/L.481) en fa dièse mineur est une œuvre pour clavier du compositeur italien Domenico Scarlatti. C'est la vingt-cinquième sonate du seul recueil publié du vivant de l'auteur, les Essercizi per gravicembalo (1738), qui contient trente numéros.

## Présentation
La sonate K. 25 en fa dièse mineur est notée Allegro.

## Édition et manuscrits

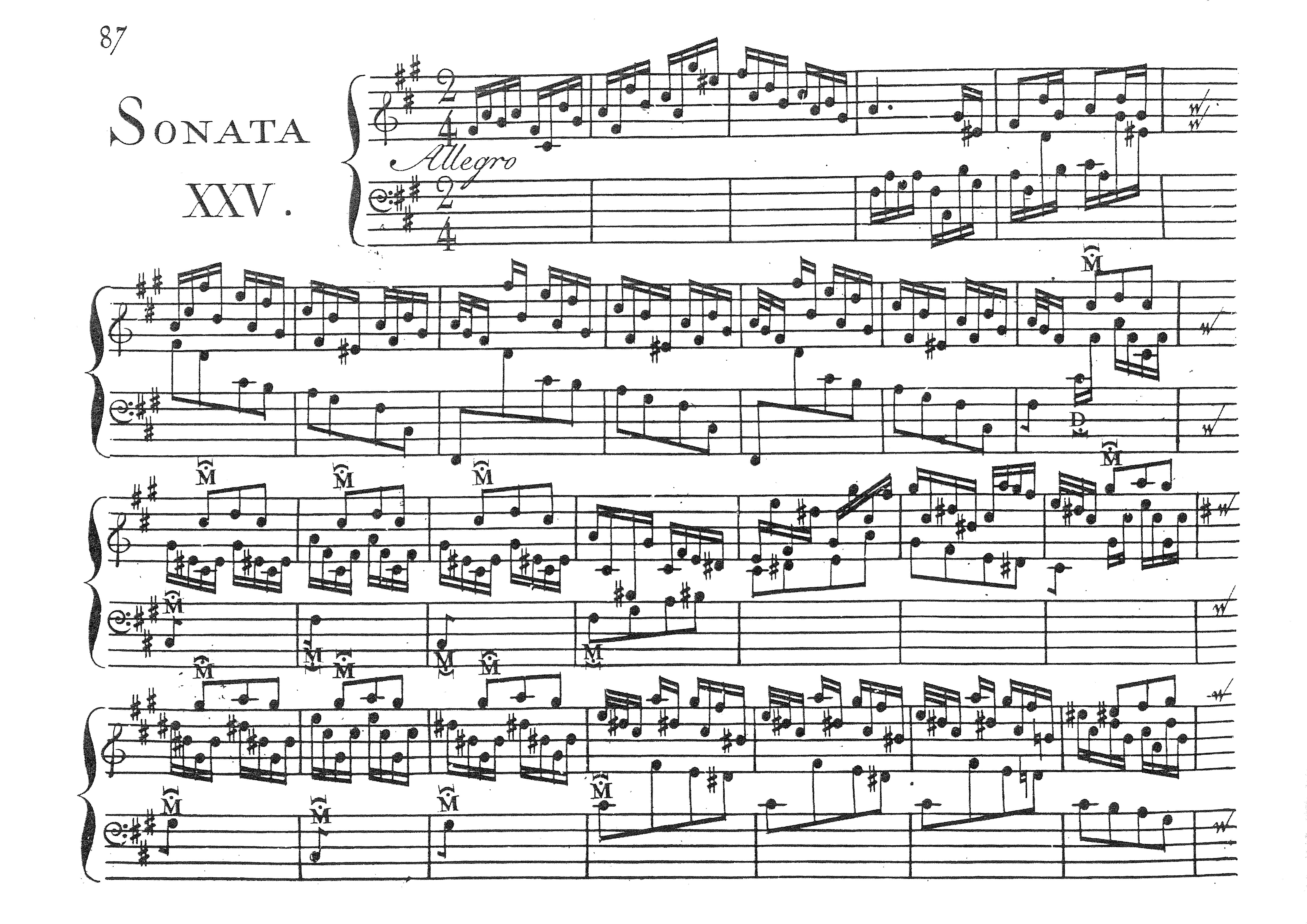
Début de la sonate, extraite de l'édition anglaise des Essercizi per gravicembalo (1738).

L'œuvre est imprimée dans le recueil des Essercizi per gravicembalo publié sans doute à Londres en 1738. Une copie subsiste dans les manuscrits de Müsnter V 39, Vienne A 31 et Orfeó Catalá (E-OC) no 28.

## Interprètes
La sonate K. 25 est interprétée au piano, notamment par Vladimir Horowitz (1964, Sony), Mikhaïl Pletnev (1994, Virgin), Zhu Xiao-Mei (1995), Valerie Tryon (2000, APR), Carlo Grante (2010, Music & Arts, vol. 1) et Federico Colli (2019, Chandos, vol. 2). 
Au clavecin par Scott Ross (1976, Still et 1985, Erato), Ursula Duetschler (1988, Claves), Joseph Payne (1990, BIS), Laura Alvini (Nuova Era), Pierre Hantaï (2004, Mirare), Richard Lester (2004, Nimbus, vol. 1 et 6), Kenneth Weiss (2007, Satirino), Emilia Fadini (2008, Stradivarius, vol. 11), Carole Cerasi (2010, Metronome), Mario Raskin (2011, Verany), Lillian Gordis (2018, Paraty) et Hank Knox (2021, Leaf Music).

## Sources
: document utilisé comme source pour la rédaction de cet article.
- Ralph Kirkpatrick (trad. de l'anglais par Dennis Collins), Domenico Scarlatti, Paris, Lattès, coll. « Musique et Musiciens », 1982 (1re éd. 1953 (en)), 493 p. (OCLC 954954205, BNF 34689181).
- Alain de Chambure, « Domenico Scarlatti : Intégrale des sonates — Scott Ross », p. 172–175, Erato (2564-62092-2), 1985 (OCLC 891183737) .
- Guy Sacre, La musique pour piano : dictionnaire des compositeurs et des œuvres, vol. II (J-Z), Paris, Robert Laffont, coll. « Bouquins », 1998, 2423 p. (ISBN 978-2-221-08566-0).
- (it) Águeda Pedrero-Encabo (trad. de l'espagnol par Francesco Paolo Russo), « Una nuova fonte degli «Essercizi» di Domenico Scarlatti: il manoscritto Orfeó Catalá (E-OC) », Fonti Musicali Italiane, no 17,‎ 2012, p. 151–173 (présentation en ligne).